# Zona de Paz e Cooperação do Atlântico Sul

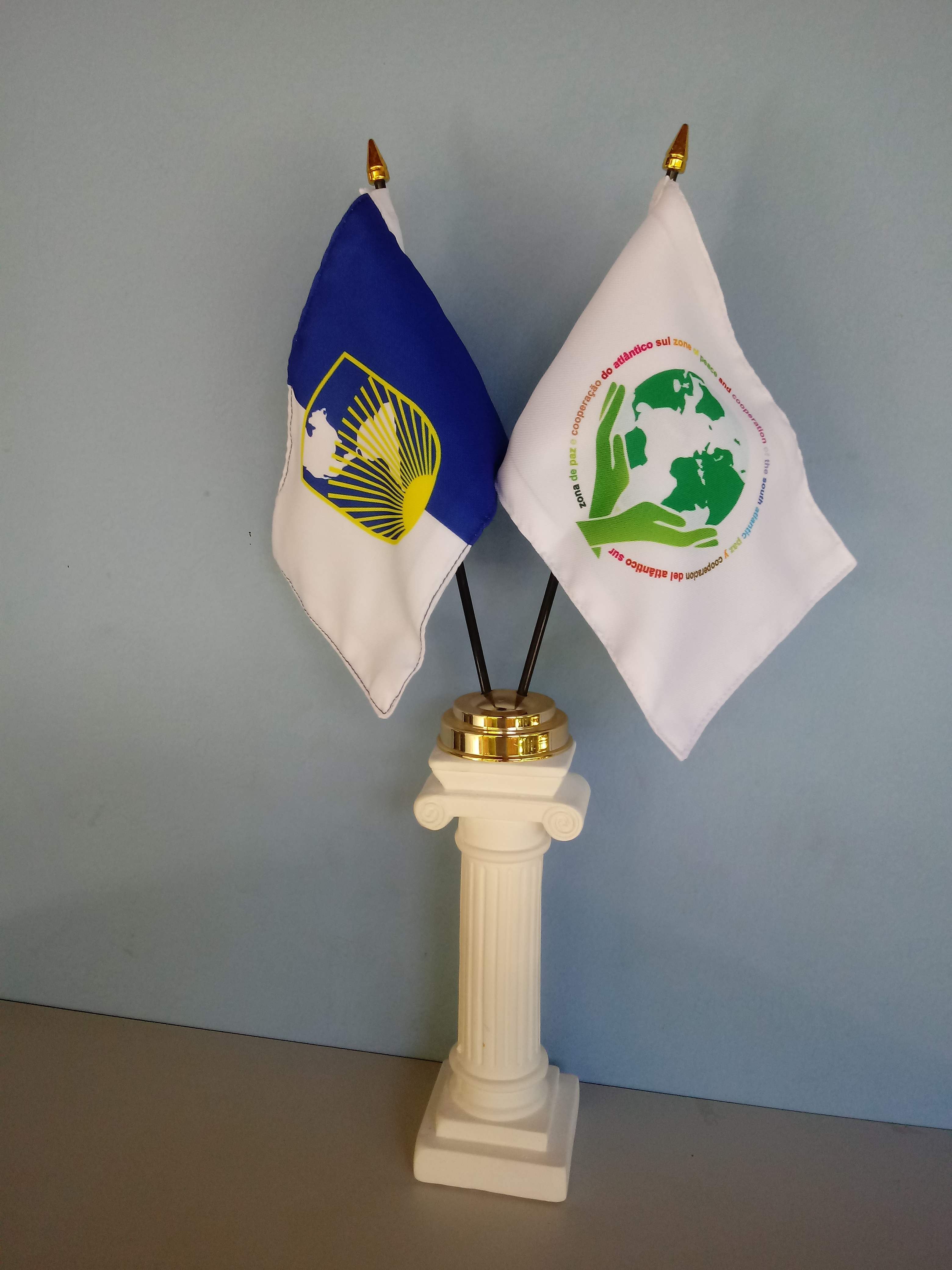
Bandeira da ZOPACAS com a do Banco Interamericano de Desenvolvimento.

A Zona de Paz e Cooperação do Atlântico Sul (ZPCAS ou ZOPACAS, em castelhano: Zona de Paz y Cooperación del Atlántico Sur; em francês: Zone de Paix et de Coopération de l'Atlantique Sud; em inglês: South Atlantic Peace and Cooperation Zone), foi criada em 1986 após uma iniciativa do Brasil que resultou na resolução 41/11 da Assembleia Geral das Nações Unidas, que promove a cooperação regional e a manutenção da paz e segurança na região do Atlântico Sul.
Particularmente, a zona de paz e cooperação tem o objetivo de evitar a proliferação de armas nucleares e reduzir, até eventualmente eliminar por completo, a presença militar de países externos à organização. Juntos, os membros, buscam formas de integração e colaboração regional, tais como a cooperação econômica e comercial, científica e técnica, política e diplomática.
Através dessa zona, portas são abertas para aproximação de blocos localizados parcialmente nessa área. Assim, permitindo o estreitamento de relações entre o Mercado Comum do Sul (MERCOSUL), na América do Sul, e a Comunidade para o Desenvolvimento da África Austral, na África Austral.

## História
Esse fórum de cooperação sul-sul com o objetivo de promover a paz foi proposto a época do governo brasileiro Sarney e apoiado pelo governo argentino Afonsín. Então foi apresentado na ONU durante a assembleia geral e obteve a aprovação apesar do voto contra dos Estados Unidos e das abstenções da Bélgica, França, Itália, Japão, Luxemburgo, Países Baixos, Portugal e Alemanha Ocidental. Assim foi formada em 1986 num contexto de finalização da Guerra Fria como uma zona livre da corrida armamentista que ocorria.

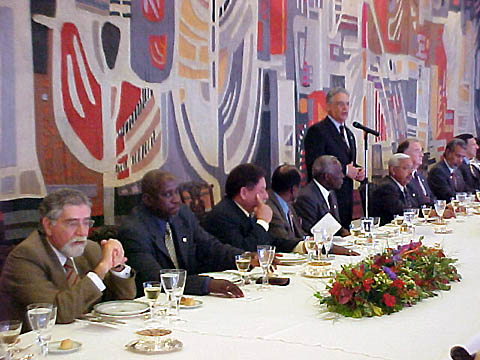
Presidente Fernando Henrique Cardoso discursando na Reunião Ministerial da ZPCAS realizada em Brasília.

A primeira Reunião Ministerial da ZPCAS ocorreu na Cidade do Rio de Janeiro, onde ficou acertada a realização de reuniões periódicas com o objetivo de definir a agenda de cooperação. Contando com essa, foram feitas apenas seis conferências. E ainda na III Reunião Ministerial da ZPCAS em Brasília, a capital do Brasil, a Declaração de Desnuclearização do Atlântico Sul foi adotada em setembro de 1994.
No entanto, os temores da disputa entre EUA e URSS acabaram com o fim da superpotência socialista e a queda do muro de Berlim, deste modo os motivos que levaram à criação da organização foram esmorecendo fazendo com que quase parasse e ocorresse oito anos consecutivos de presidência argentina.
Entretanto, em consequência da desistência do Benim em ocupar a presidência, a Angola, seguindo a estratégia diplomática do governo, assumiu a presidência pro tempore da ZPCAS e sediou a VI Reunião Ministerial da ZPCAS em 2007.
A partir da presidência angolana, é esperada a revitalização da zona através da continuação das práticas de desnuclearização, isto é, livre de armas nucleares e de destruição em massa, e de solução de conflitos.

## Membros

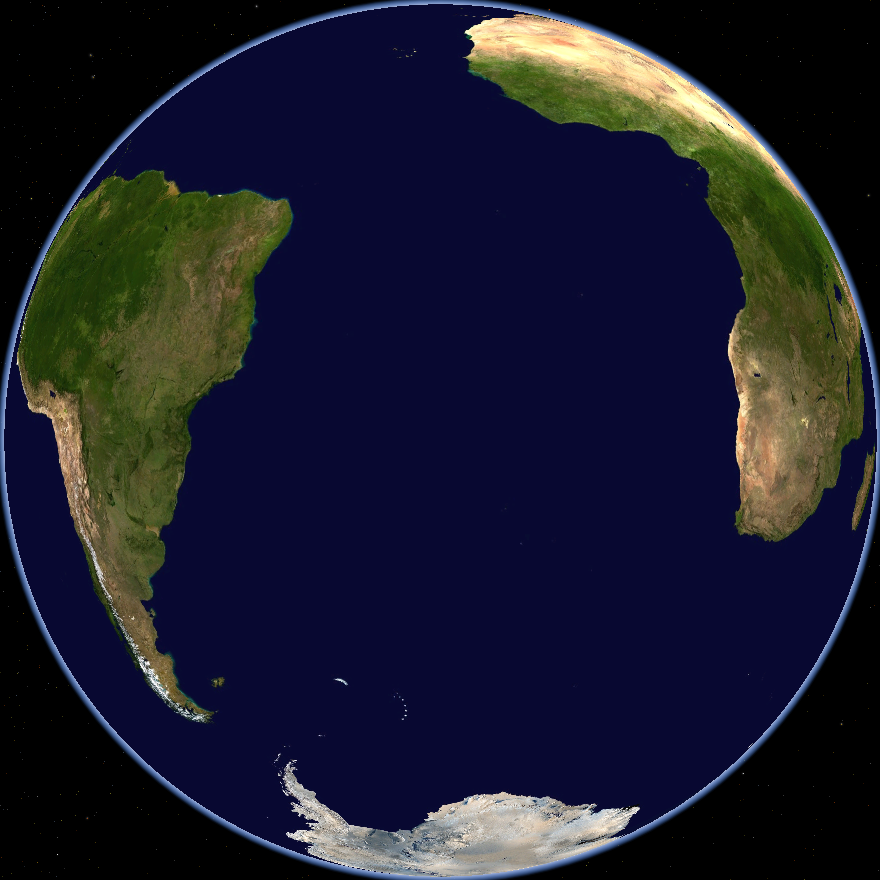
O Atlântico Sul visto do espaço.

Os membros da ZPCAS são os países banhados pela parte sul do oceano Atlântico, que é o segundo maior oceano e cobre 20% da superfície terrestre, localizados na costa ocidental da África e alguns na costa oriental da América do Sul. Esses Estados que compõem a organização internacional são:
- África do Sul
- Angola
- Argentina
- Benim
- Brasil
- Cabo Verde
- Camarões
- República do Congo
- Costa do Marfim
- Gabão
- Gâmbia
- Gana
- Guiné
- Guiné-Bissau
- Guiné Equatorial
- Libéria
- Namíbia
- Nigéria
- República Democrática do Congo
- São Tomé e Príncipe
- Senegal
- Serra Leoa
- Togo
- Uruguai

## Idioma
A ZPCAS possui quatro idiomas oficiais: português, espanhol, francês e inglês.
Cinco dos oito membros da Comunidade dos Países de Língua Portuguesa também fazem parte da ZPCAS: Angola, Brasil, Cabo Verde, Guiné-Bissau, São Tomé e Príncipe. Adicionalmente, Guiné-Equatorial, e Senegal dois dos três membros associados da CPLP (o outro é a Maurícia), e Uruguai, onde o ensino da língua portuguesa é obrigatória a partir do sexto ano de escolaridade, também são membros.
Outro grupo numeroso é o de francófonos. Quase todos os membros africanos da ZPCAS são membros da Organização Internacional da Francofonia: Benin, Cabo Verde, Camarões, Congo, Costa do Marfim, Gabão, Guiné, Guiné-Bissau, Guiné Equatorial, RD Congo, São Tomé e Príncipe, Senegal e Togo.
Há também os anglófonos que também são membros da Comunidade das Nações e hispanófonos, no entanto estão em menor número.